# 新潟コンマーシャル倶楽部
新潟コンマーシャル倶楽部（にいがたコンマーシャルくらぶ）は、新潟県新潟市に本拠地を置き、日本野球連盟に加盟する社会人野球のクラブチームである。
1916年に創設され、現在も活動しているクラブチームとしては4番目の歴史を誇る。

## 概要
1916年に、新潟商業高野球部OBが中心となって設立された。クラブの設立目的は「高校生の指導」であり、現在も自らの練習とともに後輩学生の技術指導を続けている。
1934年、都市対抗野球に出場（初戦敗退）。新潟県勢としては初となる都市対抗野球大会出場であった。
1980年、クラブ野球選手権に出場（初戦敗退）。
2015年7月18日、同年の都市対抗野球の開会式において、JR北海道（1909年創部、北海道札幌市）・石巻日和倶楽部（1914年創部、宮城県石巻市）・桂クラブ（1915年創部、山梨県都留市）と共に創部100年以上の特別表彰を受けた。

## 設立・沿革
- 1916年 - 創部。
- 1934年 - 都市対抗野球に初出場（初戦敗退）。
- 1980年 - クラブ野球選手権に初出場（初戦敗退）。

## 主要大会の出場歴・最高成績
- 都市対抗野球大会 - 出場5回
- 全日本クラブ野球選手権大会 - 出場16回、4強2回（1983年、1984年）